# Karin Ann
Karin Ann Trabelssie (Čadca, 10 de mayo de 2002), más conocida por su nombre artístico, Karin Ann, es una cantante y compositora eslovaca. Es mejor conocida por su música indie pop centrada en problemas de salud mental y activismo LGBTQ.

## Primeros años de vida y educación
Ann nació en la ciudad de Čadca, en el norte de Eslovaquia, cerca de las fronteras con Chequia y Polonia el 10 de mayo de 2002 como Karin Ann Trabelssie. Ella es de ascendencia checa y siria.
Ann ha declarado que su diagnóstico de trastorno por déficit de atención con hiperactividad impulsó su temprano interés por el arte. Comenzó a asistir a la escuela para estudiar diseño gráfico, pero se volcó a la música después de sufrir una lesión en la mano. Ella cita a Grace VanderWaal como una influencia musical temprana que la inspiró a comenzar a tocar el ukelele.
Ann describe a Eslovaquia como un país conservador donde ser queer «no está ampliamente aceptado». Ha mencionado lo difícil que es encontrar personas que hablen abiertamente de su sexualidad y la falta de medios queer en el país.

## Carrera
Ann publicó el sencillo «3AM» en 2020, su primer lanzamiento en inglés. En 2021, lanzó el sencillo «I'm a Loser», una canción que se centró en el impacto que tuvo la pandemia de COVID-19 en la salud mental de su generación. Ese mismo año, su reconocimiento creció en toda Europa al ganar el premio al Descubrimiento del Año en los Premios de Música Žebřík y al Mejor Vídeo Musical en los Premios de Música de Múnich. Ha sido telonera de My Chemical Romance e Imagine Dragons. Mientras actuaba en vivo en la televisión estatal polaca, se envolvió en una bandera de arcoíris y dedicó su actuación a las personas LGBTQ. Su actuación, en contraste con el pobre historial de Polonia en materia de derechos LGBTQ, fue noticia y aumentó su popularidad. Su sencillo «in company» fue incluido en la lista de reproducción EQAL Global de Spotify y anunciado en una valla publicitaria en Times Square.
En 2022, Ann lanzó el EP Side Effects of Being Human, seguido de su álbum debut de larga duración Through the Telescope en 2024. El álbum fue producido por Benjamin Lazar Davis y Will Graefe y ha sido descrito como una mezcla de estilos de música rock y folk. Ann colaboró con la artista Imogen Heap en el primer sencillo del álbum, «I Don't Believe in God».
En 2025 se asoció con Mark Plati y otros colaboradores de David Bowie para grabar una versión del éxito de Bowie «Heroes».
Vanity Fair calificó a Ann como un «ícono de la comunidad LGBTQ+» en Europa del Este.

## Vida personal
Hasta 2022, Karin Ann residió en la ciudad de Žilina. En 2022 se trasladó a Londres.